# Ernst Bauer (Widerstandskämpfer)
Ernst Gustav Siegfried (G. S.) Bauer (* 7. Dezember 1916 in Ulm; † 28. November 1991 in Ulm) war ein deutscher Widerstandskämpfer und Verleger.

## Leben
Als Ulmer Jugendlicher widersetzte er sich dem NS-Regime aktiv und wurde dafür u. a. mit Verhaftung, einem Gerichtsverfahren, Gefängnisstrafe und anschließender jahrelanger politischer Überwachung bestraft. Er wird in der Ulmer DenkStätte Weiße Rose porträtiert. Nach der nationalsozialistischen „Machtergreifung“ am 30. Januar 1933 setzte sich Ernst Bauer als 16-Jähriger in seinem Tagebuch mit dem 25-Punkte-Programm der NSDAP auseinander.

### Politischer Widerstand gegen den Nationalsozialismus
Ernst Bauer war politisch aktiv und stand dem Kommunistischen Jugendverband Deutschlands (KJVD) nahe. Er war darüber aufgebracht, dass dieser Verband am 14. März 1933 auch in Württemberg verboten wurde und viele Mitglieder im KZ Heuberg in »Schutzhaft« genommen wurden. Daher engagierte er sich, um die KJVD im Untergrund wieder aufzubauen. Als Leiter einer Ulmer Stadtteilgruppe kümmerte er sich auch in Heidenheim darum, eine neue Organisation auf die Beine zu stellen. Er fuhr mit dem Fahrrad bis nach Laupheim und Biberach an der Riß, um das verbotene KPD-Heft Das Tribunal zu verteilen.
Daneben war er als Mitglied im Christlichen Verein Junger Männer (CVJM) registriert. Ernst Bauer erkannte, dass die Ideologie des Nationalsozialismus und der christliche Glaube zueinander im Widerspruch standen. SA-Uniformen im Münstergottesdienst regten ihn auf. Bauer versuchte, »christliche, kommunistische und sozialistische Jugendliche miteinander ins Gespräch zu bringen«. Bauer beschrieb diese Zeit als »ein Leben in Gegensätzen«. Er sammelte Geld in einer Büchse für die Innere Mission. Parallel dazu sammelte er aber auch für die Rote Hilfe. Je nach Situation wechselte er die Sammelbüchse. Bei Frauen zog er die Büchse für die innere Mission hervor, während er ältere Arbeiter um eine Spende für die Familien inhaftierter Genossen bat. 1933 war Bauer im Pfingstlager des Ulmer CVJM auf der Münsinger Alb. Dem KJVD teilte er mit, was er auf dem Truppenübungsplatz Münsingen gesehen hatte. Er hatte den Eindruck, das sei »die Vorbereitung eines Krieges gegen die Sowjetunion«. Ein Bericht über diese Aktivitäten gelangte zur Gestapo.

### Verhaftung und Repressionen durch die Nationalsozialisten
Am 13. Juli 1933 wurde Ernst Bauer um 6.30 Uhr verhaftet, worauf er vier Wochen in Einzelhaft der Gestapo verbrachte, ohne zu erfahren, ob und wann er gerichtlich angeklagt würde und wie lange seine Haft noch dauern würde. Im Januar 1934 verhängte das Sondergericht Stuttgart eine Strafe von acht Monaten Gefängnis. Zwei seiner Mitangeklagten waren Emil Thierer und Hans Hörmandinger. Nach seiner Freilassung setzten sich die Repressionen fort. So durfte Bauer die Schule nicht weiter besuchen und konnte seine Prüfung zur mittleren Reife daher nur unter großen Mühen als Externer ablegen. Danach absolvierte er eine Buchhandelslehre, doch erhielt er zunächst keine Möglichkeit, seinen Beruf auszuüben, denn als politisch Verurteilter wurde ihm das erforderliche »Arbeitsbuch« nicht ausgehändigt. Ein Freiburger Buchhändler stellte ihn trotzdem ein. Selbst als Soldat der Wehrmacht stand Bauer noch mehrere Jahre unter politischer Überwachung.

### Nach 1945
Nach dem Krieg kehrte Ernst Bauer nach Ulm zurück und vertrieb die Neue Zeitung im Auftrag der US-amerikanischen Besatzungsmacht. Am 18. April 1946 gründete Ernst Bauer in Ulm den Aegis-Verlag, der sich dem Aufbau demokratischer Kulturarbeit widmete. Typisch für die Nachkriegsjahre war, dass viele Zeitgenossen in ihm vor allem den »Kommunisten« und nicht den Gegner Hitlers sahen. Im Oktober 1946 begann Siegfried Unseld hier eine Lehre als Buchhandelsgehilfe. Im Jahr 1949 wurde ein Fachbuchversand für Handwerk-Fachbücher begonnen, 1950 eine Buchhandlung und 1958 ein Antiquariat. 1960 wurde die Wohlersche Buchhandlung aus Ulm übernommen.
Ernst Bauer war ebenfalls Geschäftsführer des Bundesverbandes des deutschen Seiler-, Segel- und Netzmacher-Handwerks sowie Generalsekretär der Internationalen Föderation des Seilerhandwerks.
Ernst Bauer starb am 28. November 1991 in Ulm. Nach seinem Tod übernahm der Sohn Ernst Joachim Bauer, der seit 1980 die Buchhandlung führte, auch die Leitung des Verlages und des Antiquariats.

## Würdigung
Nach Ernst Bauer ist seit 2010 ein Weg im Wohngebiet Lettenwald im Ulmer Stadtteil Böfingen benannt.

## Schriften
- Weg und Ziel. Hrsg. von Ernst G. S. Bauer. Aegis-Verlag, Ulm 1947. (DNB 830643761)